# Ulica Ludgardy w Poznaniu
Ulica Ludgardy (do 1918: Museumstrasse, w latach 1939–1945:Veit-Stoss-Strasse) – ulica znajdująca się w Poznaniu na Starym Mieście, na osiedlu Stare Miasto upamiętniająca księżną Ludgardę. Prowadzi na poznańskie wzgórze zamkowe, zaczynając swój bieg przy Bazarze przy ulicy Paderewskiego.
Ulica powstała po wybudowaniu budynku Kaiser Friedrich Museum (1900-1903), stąd też wzięła się jej pierwsza niemieckojęzyczna nazwa. Nazwa Ludgardy zaczerpnięta została z przekazów, w myśl których żona króla Przemysła II została w stojącym tu zamku z jego rozkazu zamordowana. Na gmachu muzeum znajduje się dużych rozmiarów sgraffito Hansa Kobersteina wyobrażające trzy światy przyrody. Dawniej towarzyszył mu cytat z Johanna Wolfganga von Goethego (starty): Denn die Natur ist aller Meistern Meister: sie zeigt uns erst den Geist der Geister.
Przy ulicy stoi pomnik 15. Pułku Ułanów Poznańskich. Znajdują się tu również pozostałości podwójnego muru miejskiego (XIV-XV wiek).